# Nicolás Digiano
Nicolás Ariel Digiano (José Mármol, Buenos Aires, 14 de enero de 1998) es un futbolista argentino que se desempeña como defensor. Su actual club es Argentino de Merlo de la Primera B Metropolitana.

## Trayectoria

### Defensa y Justicia
Digiano llegó joven al club de Florencio Varela y tuvo un largo paso por todas sus divisiones juveniles, hasta el año 2019 donde realizó la pretemporada junto con el plantel profesional y ocupó la banca en reiteradas ocasiones, llegando a integrar la lista de convocados para el partido frente al Botafogo, en la Copa Sudamericana. 

### Montevideo City
Siendo muy joven aún, decidió emigrar al fútbol uruguayo para cumplir su sueño, consolidarse como un jugador profesional. El debut llegó antes de lo esperado, y en la fecha 1 del Campeonato Uruguayo de Segunda División salió como titular frente a Albion FC. El City resultó ganador por un cómodo 2-0 y Digiano disputó el partido entero.
Luego de afianzarse como titular en el primer equipo, logró el ascenso a la Primera División de Uruguay, dándole a la institución su ansiado regreso luego de haber perdido la categoría en la temporada anterior.
Lamentablemente una grave lesión le supuso un gran obstáculo en su carrera, ya que no podría disputar ningún partido en toda la temporada del 2020. Digiano se fue cedido al Club Social y Deportivo Villa Española, que venía de salir campeón en la segunda categoría. 

### Villa Española
Tuvo un pase irregular durante su cesión, llegando a disputar únicamente 5 partidos y marcando un gol. Solo pudo jugar 314 minutos antes de que una lesión lo mantenga alejado de las canchas durante casi todo el torneo.

## Estadísticas

### Clubes
| Club               | País      | Año             |
| ------------------ | --------- | --------------- |
| Defensa y Justicia | Argentina | 2016 - 2019     |
| Montevideo City    | Uruguay   | 2019 - 2021     |
| Villa Española     | Uruguay   | 2021            |
| Los Andes          | Argentina | 2022 - 2023     |
| Argentino de Merlo | Argentina | 2023 - presente |